# Lekkoatletyka na Letnich Igrzyskach Olimpijskich 1992 – bieg na 100 m kobiet
Bieg na 100 metrów kobiet podczas XXV Letnich Igrzysk Olimpijskich w Barcelonie rozegrano 31 lipca (eliminacje i ćwierćfinały) i 1 sierpnia 1992 (półfinały i finał) na Estadi Olímpic de Montjuïc. Zwyciężczynią została reprezentantka Stanów Zjednoczonych Gail Devers.

## Rekordy

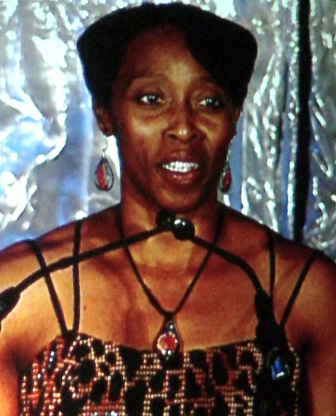
Gail Devers

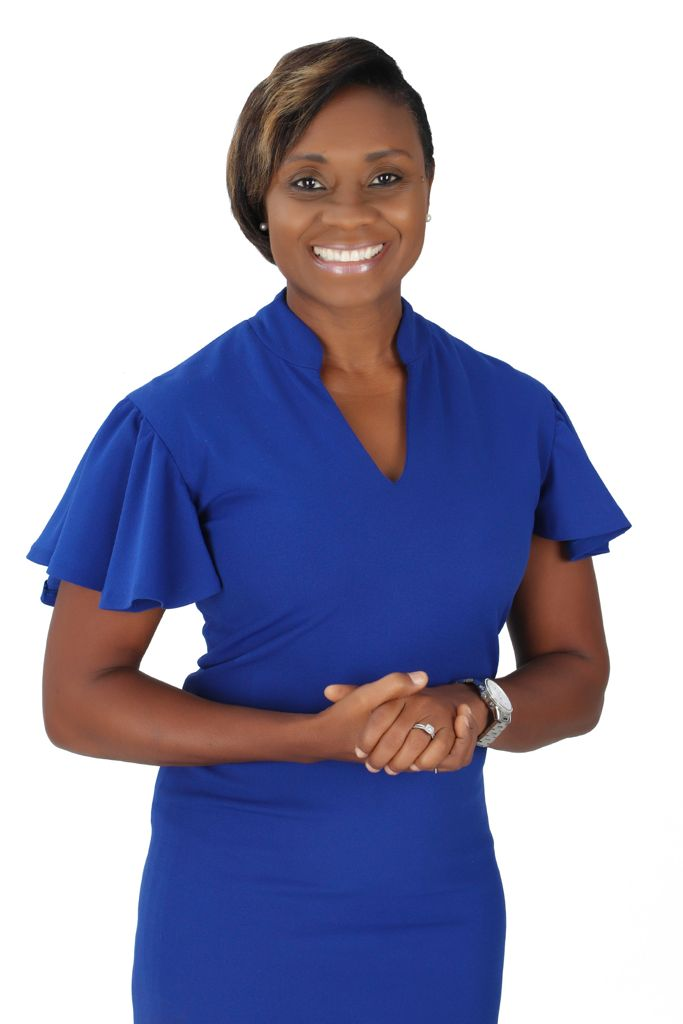
Juliet Cuthbert

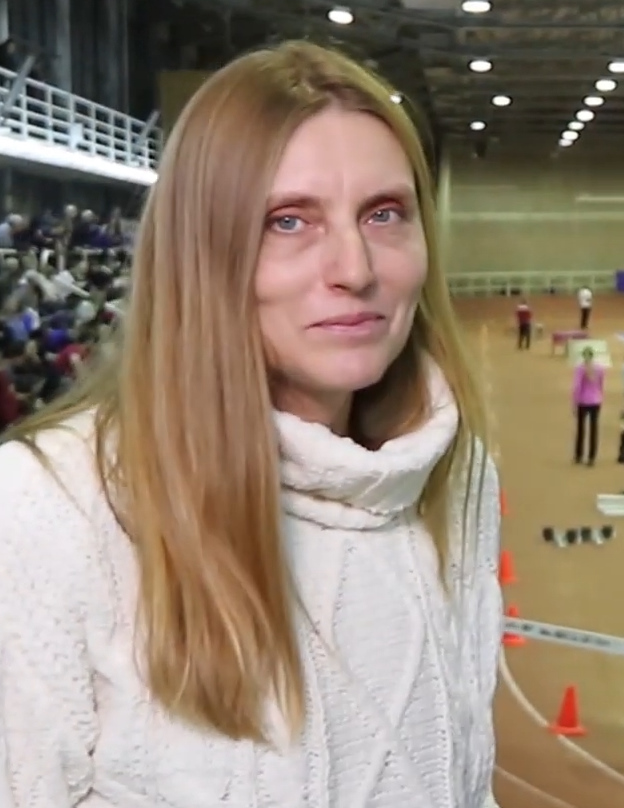
Irina Priwałowa

|                   | Zawodniczka              | Narodowość        | Czas  | Data                  | Miejsce      |
| ----------------- | ------------------------ | ----------------- | ----- | --------------------- | ------------ |
| Rekord świata     | Florence Griffith-Joyner | Stany Zjednoczone | 10,49 | 16 lipca 1988(dts)    | Indianapolis |
| Rekord olimpijski | Florence Griffith-Joyner | Stany Zjednoczone | 10,62 | 24 września 1988(dts) | Seul         |

## Wyniki
| Poz. - pozycja |
| – rekord świata \| – rekord krajowy \| – rekord życiowy \| = – wyrównany rekord życiowy \| · – najlepszy wynik w sezonie \| = – wyrównany najlepszy wynik w sezonie \| – rekord olimpijski |
| Fn – falstart \| DNF – nie ukończyła \| DNS – nie wystartowała \| DSQ – zdyskwalifikowana                                                                                                  |

### Eliminacje
Rozegrano siedem biegów eliminacyjnych. Do ćwierćfinałów awansowały po cztery najlepsze zawodniczki z każdego biegu (Q) oraz cztery z najlepszymi czasami spośród pozostałych (q).

#### Bieg 1
Wiatr: –0,2 m/s
| Poz. | Zawodniczka          | Narodowość                | Rezultat | Uwagi |
| ---- | -------------------- | ------------------------- | -------- | ----- |
| 1    | Merlene Ottey        | Jamajka                   | 11,26    | Q     |
| 2    | Sisko Hanhijoki      | Finlandia                 | 11,44    | Q     |
| 3    | Patricia Girard      | Francja                   | 11,51    | Q     |
| 4    | Gao Han              | Chiny                     | 11,68    | Q     |
| 5    | Cristina Castro      | Hiszpania                 | 11,72    | q     |
| 6    | Trương Hoàng Mỹ Linh | Wietnam                   | 12,11    |       |
| 7    | Gail Prescod         | Saint Vincent i Grenadyny | 12,41    |       |

#### Bieg 2
Wiatr: –0,2 m/s
| Poz. | Zawodniczka        | Narodowość | Rezultat | Uwagi |
| ---- | ------------------ | ---------- | -------- | ----- |
| 1    | Irina Priwałowa    | WNP        | 11,42    | Q     |
| 2    | Kerry Johnson      | Australia  | 11,62    | Q     |
| 3    | Xiao Yehua         | Chiny      | 11,69    | Q     |
| 4    | Dahlia Duhaney     | Jamajka    | 11,73    | Q     |
| 5    | Karen Clarke       | Kanada     | 11,79    |       |
| 6    | N’Deye Binta Dia   | Senegal    | 11,83    |       |
| 7    | Damayanthi Dharsha | Sri Lanka  | 11,88    |       |
| 8    | Aminath Rishtha    | Malediwy   | 13,66    |       |

#### Bieg 3
Wiatr: –0,8 m/s
| Poz. | Zawodniczka       | Narodowość        | Rezultat | Uwagi |
| ---- | ----------------- | ----------------- | -------- | ----- |
| 1    | Juliet Cuthbert   | Jamajka           | 11,14    | Q     |
| 2    | Anelija Nunewa    | Bułgaria          | 11,34    | Q     |
| 3    | Elinda Vorster    | Południowa Afryka | 11,45    | Q     |
| 4    | Melinda Gainsford | Australia         | 11,57    | Q     |
| 5    | Odiah Sidibé      | Francja           | 11,62    | q     |
| 6    | Ratjai Sripet     | Tajlandia         | 11,99    |       |
| 7    | Monique Kengné    | Kamerun           | 12,12    |       |
| 8    | Vaciseva Tavaga   | Fidżi             | 12,47    |       |

#### Bieg 4
Wiatr: +0,3 m/s
| Poz. | Zawodniczka             | Narodowość        | Rezultat | Uwagi |
| ---- | ----------------------- | ----------------- | -------- | ----- |
| 1    | Gail Devers             | Stany Zjednoczone | 11,23    | Q     |
| 2    | Pauline Davis           | Bahamy            | 11,48    | Q     |
| 3    | Stephi Douglas          | Wielka Brytania   | 11,65    | Q     |
| 4    | Myra Mayberry-Wilkinson | Portoryko         | 11,67    | Q     |
| 5    | Heather Samuel          | Antigua i Barbuda | 11,76    |       |
| 6    | Gaily Dube              | Zimbabwe          | 12,08    |       |
| 7    | Laure Kuetey            | Benin             | 13,11    |       |
| –    | Antonia de Jesus        | Angola            | DNS      |       |

#### Bieg 5
Wiatr: –0,4 m/s
| Poz. | Zawodniczka            | Narodowość               | Rezultat | Uwagi |
| ---- | ---------------------- | ------------------------ | -------- | ----- |
| 1    | Gwen Torrence          | Stany Zjednoczone        | 11,28    | Q     |
| 2    | Christy Opara-Thompson | Nigeria                  | 11,39    | Q     |
| 3    | Liliana Allen          | Kuba                     | 11,49    | Q     |
| 4    | Andrea Philipp         | Niemcy                   | 11,73    | Q     |
| 5    | Lalao Ravaonirina      | Madagaskar               | 11,74    |       |
| 6    | Patricia Foufoué Ziga  | Wybrzeże Kości Słoniowej | 11,77    |       |
| 7    | Ngozi Mwanamwambwa     | Zambia                   | 12,13    |       |
| 8    | Muyegbe Mubala         | Zair                     | 12,71    |       |

#### Bieg 6
Wiatr: +0,5 m/s
| Poz. | Zawodniczka      | Narodowość        | Rezultat | Uwagi |
| ---- | ---------------- | ----------------- | -------- | ----- |
| 1    | Evelyn Ashford   | Stany Zjednoczone | 11,23    | Q     |
| 2    | Mary Onyali      | Nigeria           | 11,37    | Q     |
| 3    | Wang Huei-chen   | Chińskie Tajpej   | 11,43    | Q     |
| 4    | Lucrécia Jardim  | Portugalia        | 11,58    | Q     |
| 5    | Tian Yumei       | Chiny             | 11,68    | q     |
| 6    | Dawnette Douglas | Bermudy           | 12,10    |       |
| 7    | Zoila Stewart    | Kostaryka         | 12,12    |       |
| 8    | Deirdre Caruana  | Malta             | 12,59    |       |

#### Bieg 7
Wiatr: +0,1 m/s
| Poz. | Zawodniczka        | Narodowość        | Rezultat | Uwagi |
| ---- | ------------------ | ----------------- | -------- | ----- |
| 1    | Beatrice Utondu    | Nigeria           | 11,30    | Q     |
| 2    | Olga Bogosłowska   | WNP               | 11,45    | Q     |
| 3    | Nelli Fiere-Cooman | Holandia          | 11,47    | Q     |
| 4    | Laurence Bily      | Francja           | 11,57    | Q     |
| 5    | Sabine Tröger      | Austria           | 11,69    | q     |
| 6    | Marcel Winkler     | Południowa Afryka | 12,01    |       |
| 7    | Aminata Konaté     | Gwinea            | 12,33    |       |
| –    | Magdalena Ansue    | Gwinea Równikowa  | DSQ      |       |

### Ćwierćfinały
Rozegrano cztery biegi ćwierćfinałowe. Do półfinałów awansowały po cztery najlepsze zawodniczki z każdego biegu.

#### Bieg 1
Wiatr: –0,5 m/s
| Poz. | Zawodniczka     | Narodowość        | Rezultat | Uwagi |
| ---- | --------------- | ----------------- | -------- | ----- |
| 1    | Evelyn Ashford  | Stany Zjednoczone | 11,13    | Q     |
| 2    | Beatrice Utondu | Nigeria           | 11,31    | Q     |
| 3    | Sisko Hanhijoki | Finlandia         | 11,50    | Q     |
| 4    | Patricia Girard | Francja           | 11,54    | Q     |
| 5    | Kerry Johnson   | Australia         | 11,59    |       |
| 6    | Dahlia Duhaney  | Jamajka           | 11,61    |       |
| 7    | Lucrécia Jardim | Portugalia        | 11,66    |       |
| 8    | Tian Yumei      | Chiny             | 11,78    |       |

#### Bieg 2
Wiatr: –0,7 m/s
| Poz. | Zawodniczka             | Narodowość        | Rezultat | Uwagi |
| ---- | ----------------------- | ----------------- | -------- | ----- |
| 1    | Juliet Cuthbert         | Jamajka           | 11,12    | Q     |
| 2    | Anelija Nunewa          | Bułgaria          | 11,17    | Q     |
| 3    | Mary Onyali             | Nigeria           | 11,28    | Q     |
| 4    | Elinda Vorster          | Południowa Afryka | 11,44    | Q     |
| 5    | Nelli Fiere-Cooman      | Holandia          | 11,55    |       |
| 6    | Laurence Bily           | Francja           | 11,64    |       |
| 7    | Myra Mayberry-Wilkinson | Portoryko         | 11,69    |       |
| 8    | Cristina Castro         | Hiszpania         | 11,79    |       |

#### Bieg 3
Wiatr: –1,0 m/s
| Poz. | Zawodniczka      | Narodowość        | Rezultat | Uwagi |
| ---- | ---------------- | ----------------- | -------- | ----- |
| 1    | Merlene Ottey    | Jamajka           | 11,15    | Q     |
| 2    | Gwen Torrence    | Stany Zjednoczone | 11,17    | Q     |
| 3    | Pauline Davis    | Bahamy            | 11,31    | Q     |
| 4    | Olga Bogosłowska | WNP               | 11,43    | Q     |
| 5    | Odiah Sidibé     | Francja           | 11,63    |       |
| 6    | Andrea Philipp   | Niemcy            | 11,67    |       |
| 7    | Xiao Yehua       | Chiny             | 11,73    |       |
| 8    | Stephi Douglas   | Wielka Brytania   | 11,77    |       |

#### Bieg 4
Wiatr: –1,1 m/s
| Poz. | Zawodniczka            | Narodowość        | Rezultat | Uwagi |
| ---- | ---------------------- | ----------------- | -------- | ----- |
| 1    | Irina Priwałowa        | WNP               | 10,98    | Q     |
| 2    | Gail Devers            | Stany Zjednoczone | 11,17    | Q     |
| 3    | Liliana Allen          | Kuba              | 11,33    | Q     |
| 4    | Christy Opara-Thompson | Nigeria           | 11,42    | Q     |
| 5    | Wang Huei-chen         | Chińskie Tajpej   | 11,57    |       |
| 6    | Melinda Gainsford      | Australia         | 11,67    |       |
| 7    | Gao Han                | Chiny             | 11,76    |       |
| 8    | Sabine Tröger          | Austria           | 11,76    |       |

### Półfinały
Rozegrano dwa biegi półfinałowe. Do finału awansowały po cztery najlepsze zawodniczki z każdego biegu.

#### Bieg 1
Wiatr: –2,9 m/s
| Poz. | Zawodniczka            | Narodowość        | Rezultat | Uwagi |
| ---- | ---------------------- | ----------------- | -------- | ----- |
| 1    | Gwen Torrence          | Stany Zjednoczone | 11,02    | Q     |
| 2    | Merlene Ottey          | Jamajka           | 11,07    | Q     |
| 3    | Irina Priwałowa        | WNP               | 11,08    | Q     |
| 4    | Mary Onyali            | Nigeria           | 11,30    | Q     |
| 5    | Pauline Davis          | Bahamy            | 11,34    |       |
| 6    | Christy Opara-Thompson | Nigeria           | 11,47    |       |
| 7    | Sisko Hanhijoki        | Finlandia         | 11,65    |       |
| 8    | Patricia Girard        | Francja           | 11,70    |       |

#### Bieg 2
Wiatr: –0,8 m/s
| Poz. | Zawodniczka      | Narodowość        | Rezultat | Uwagi |
| ---- | ---------------- | ----------------- | -------- | ----- |
| 1    | Juliet Cuthbert  | Jamajka           | 10,98    | Q     |
| 2    | Gail Devers      | Stany Zjednoczone | 11,12    | Q     |
| 3    | Anelija Nunewa   | Bułgaria          | 11,24    | Q     |
| 4    | Liliana Allen    | Kuba              | 11,28    | Q     |
| 5    | Evelyn Ashford   | Stany Zjednoczone | 11,29    |       |
| 6    | Elinda Vorster   | Południowa Afryka | 11,44    |       |
| 7    | Olga Bogosłowska | WNP               | 11,45    |       |
| 8    | Beatrice Utondu  | Nigeria           | 11,55    |       |

### Finał
Wiatr: –1,0 m/s
| Poz. | Zawodniczka     | Narodowość        | Rezultat |
| ---- | --------------- | ----------------- | -------- |
| 1    | Gail Devers     | Stany Zjednoczone | 10,82    |
| 2    | Juliet Cuthbert | Jamajka           | 10,83    |
| 3    | Irina Priwałowa | WNP               | 10,84    |
| 4    | Gwen Torrence   | Stany Zjednoczone | 10,86    |
| 5    | Merlene Ottey   | Jamajka           | 10,88    |
| 6    | Anelija Nunewa  | Bułgaria          | 11,10    |
| 7    | Mary Onyali     | Nigeria           | 11,15    |
| 8    | Liliana Allen   | Kuba              | 11,19    |